# Antypodysta

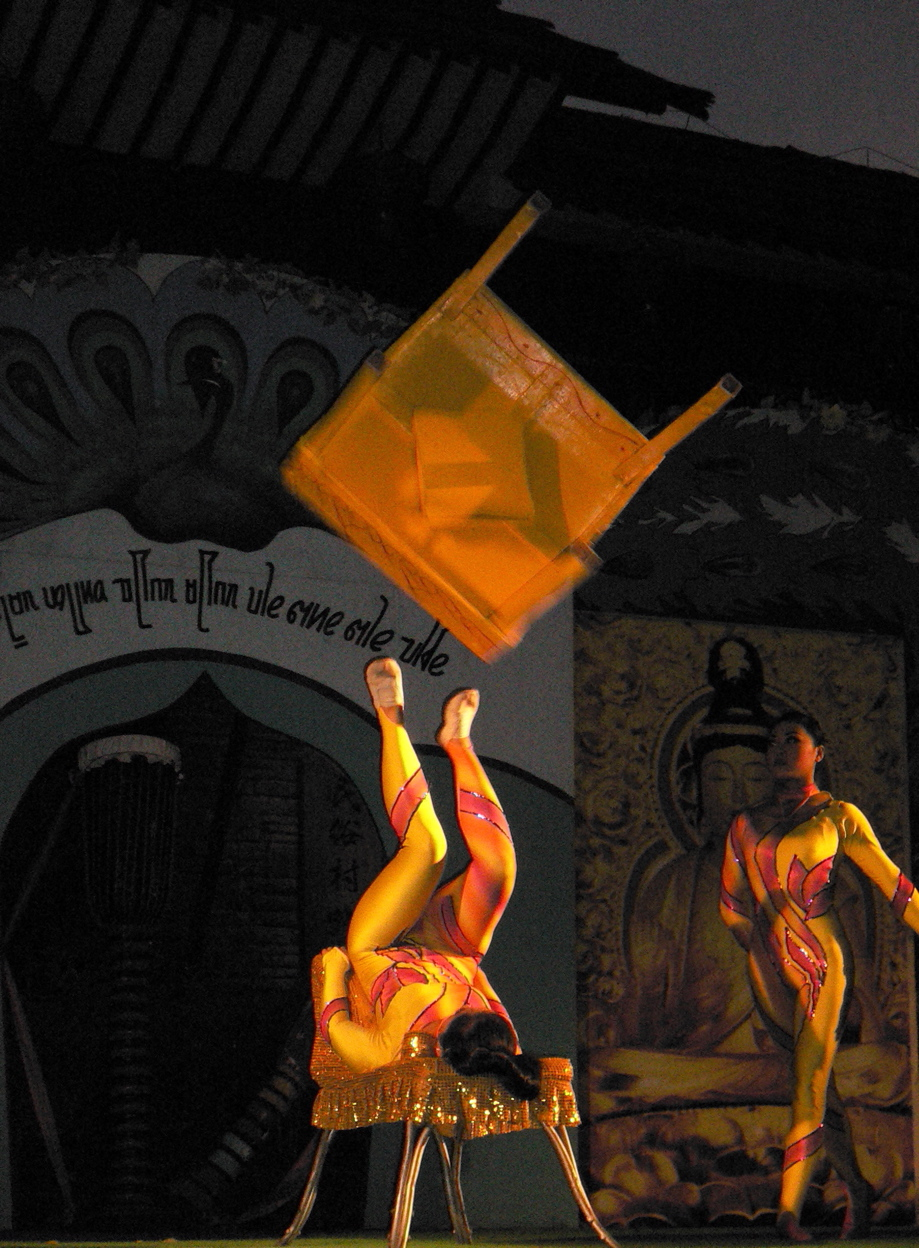

Antypodysta (gr. antipodes l. mn. od antipous - stopami przeciwnie) – żongler, osoba żonglująca przy pomocy nóg. 
Artysta cyrkowy wykonuje te ewolucje leżąc na plecach. Najprostszym wariantem żonglerki antypodysty jest obracanie w ten sposób przedmiotu o dużych rozmiarach.